# فیات لینیا
فیات لینیا (Fiat Linea) خودرویی است که از سال ۲۰۰۷ تاکنون در میناس گرایس (برزیل)، بورسا (ترکیه)، توفاش، پونه (هند) و روسیه تولید شده‌است.
این خودرو در کلاس خودرو کامپکت قرار گرفته و طراحی آن محورجلو است. طول آن در حالت طبیعی ۴٬۵۶۰ میلیمتر (۱۷۹٫۵ اینچ) و عرض آن در حالت طبیعی ۱٬۷۳۰ میلیمتر (۶۸٫۱ اینچ) است. سیستم جعبه‌دندهٔ آن ۵ دنده به‌صورت دستی است.

## نگارخانه

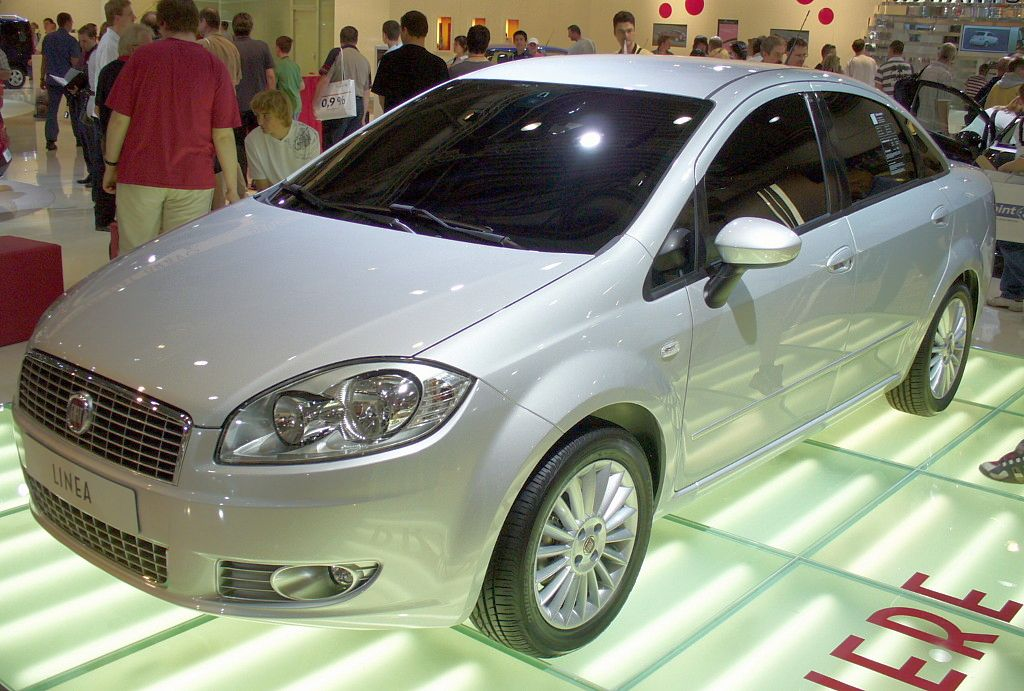
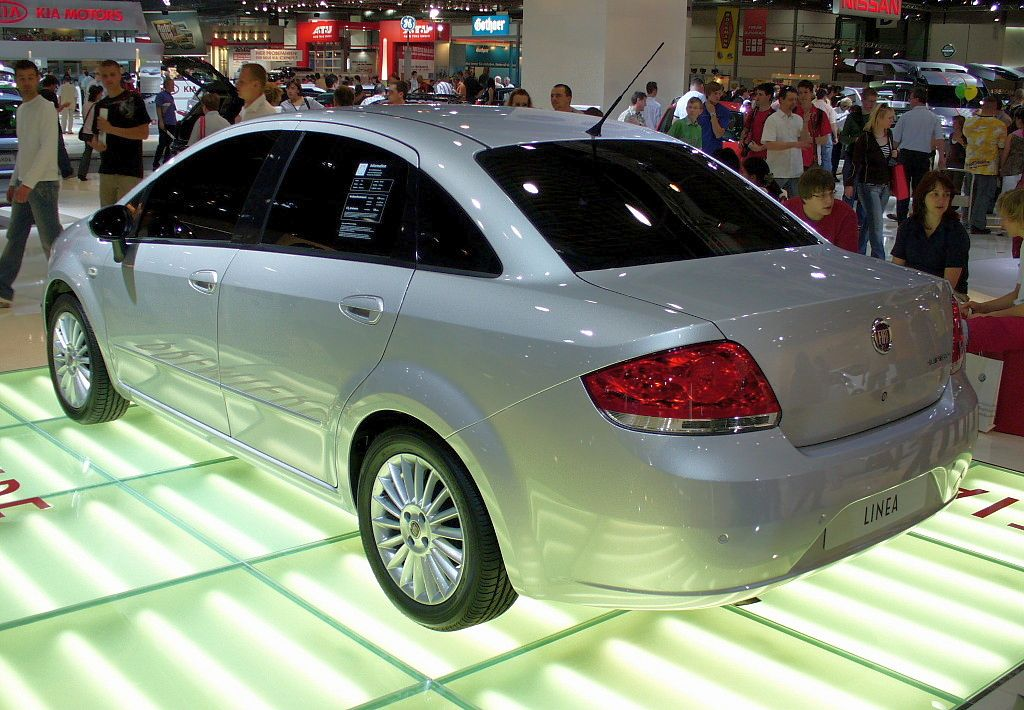